# Chris Byrd
Chris Byrd est un boxeur américain né le 15 août 1970 à Flint, Michigan.

## Carrière

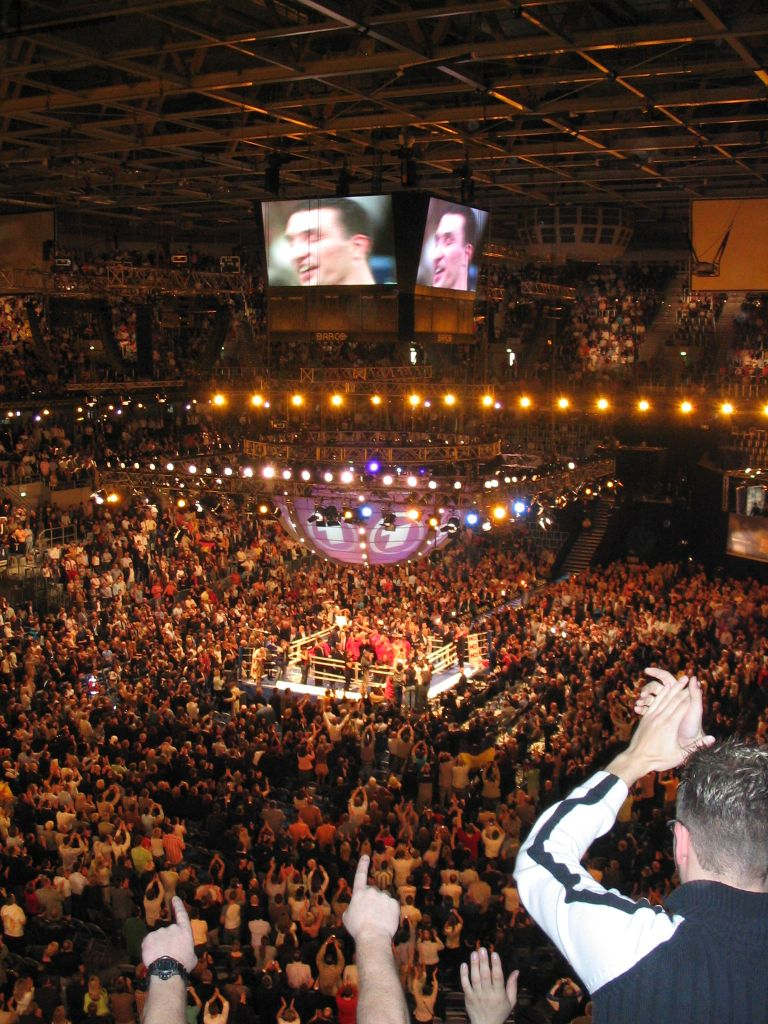
La SAP Arena à Mannheim le 22 avril 2006 lors du combat entre Chris Byrd et Wladimir Klitschko.

Médaillé d'argent aux Jeux olympiques de Barcelone en 1992 dans la catégorie poids moyens, il devient champion du monde des lourds WBO le 1er avril 2000 après le retrait sur blessure de Vitali Klitschko à l'appel de la 10e reprise. Il est détrôné dès le combat suivant par Wladimir Klitschko, le frère de Vitali, le 14 octobre 2000.
Byrd remporte par la suite la ceinture IBF laissée vacante par Lennox Lewis en battant aux points Evander Holyfield le 14 décembre 2002. Il défend 4 fois cette ceinture avant d'être à nouveau battu par Wladimir Klitschko le 22 avril 2006.